# Bryophyllum proliferum
Bryophyllum proliferum là một loài thực vật có hoa trong họ Crassulaceae. Loài này được Bowie ex Hook. miêu tả khoa học đầu tiên năm 1859.